# В'ясадева

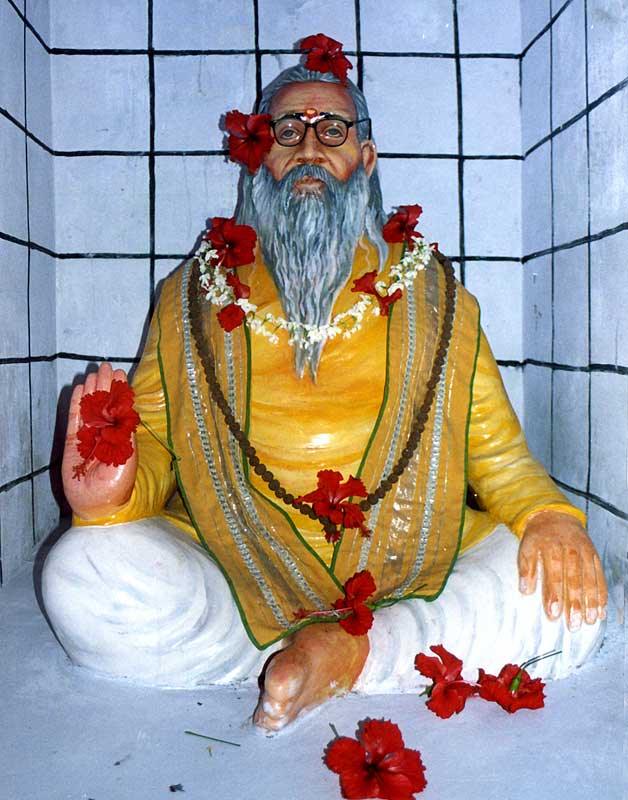

В'яса (санскр. व्यास,  Vyāsa IAST - «дробність», «ділення», «поділ», «подробиця», «докладний виклад», від кореня as + префікс vi: «розсівати», «розкидати»), також відомий як Ведав'яса, В'ясадева, Бадараяна або Крішна-Двайпаяна - мудрець, який вважається автором або редактором-укладачем багатьох глибоко древніх і великих за обсягом пам'яток - Вед, Пуран, філософської системи веданти, а також знаменитого епосу «Магабгарата». Ім'я В'яси надається також і іншим древнім авторам та компіляторам, але спеціально Ведав'ясі, упоряднику Вед, якого звуть також Шашвата («безсмертний», «вічний»).
В'яса вважається автором «Веданта-сутр», що входять поряд з «Бгаґавад-Ґітою» і головними Упанішадами в так званий «потрійний канон» («прастханатрайя») - головний для всіх течій і шкіл індуїзму, що визнають авторитет Вед.
За переказами, Ведав'яса був незаконним сином мудреця Парашари і Сат'яваті; дитиною був віднесений на острів на річці Ямуна. У силу свого походження він отримав ім'я Каніна («бастард»), за кольором шкіри - Крішна («чорний»), а за місцем народження та виховання - Двайпаяна («народжений на острові»). Після народження В'яси його мати Сат'яваті стала дружиною царя Шантану і народила двох синів. Старший з них - Чітрангада - був убитий у битві, а молодший - Вічітравір'я - помер бездітним. В'яса, що вів аскетичне життя у лісі, за законами країни і за наполяганням матері взяв до себе двох бездітних удів свого молодшого зведеного брата — Амбіку та Амбаліку. Вони народили від нього двох синів: Дгрітараштру і Панду, родоначальників двох ворожих між собою у «Магабгараті» родів — Кауравів та Пандавів.
Згідно з «Бгаґавата-пураною» (пісня 1, гл. 3, текст 21) В'яса є сімнадцятим втіленням Бога (Бгаґавана).
На честь В'яси названий кратер на Меркурії.